# Lacera contrasta
Lacera contrasta là một loài bướm đêm trong họ Erebidae.